# Seznam křížových cest v Libereckém kraji
Seznam křížových cest v Libereckém kraji obsahuje Křížové cesty dochované i zaniklé. Seznam je řazen podle umístění a nemusí být úplný.

## Seznam
| Křížová cesta               | Fotografie | Galerie                                                                                   | Maximální nadmořská výška (m n. m.) | Délka (km) | Rok        | Okres        | Souřadnice                       |
| --------------------------- | ---------- | ----------------------------------------------------------------------------------------- | ----------------------------------- | ---------- | ---------- | ------------ | -------------------------------- |
| Bedřichov                   |            | Kategorie „Stations of the Cross in Bedřichov“ na Wikimedia Commons                       | 725                                 |            |            | Jablonec n/N | 50°47′26″ s. š., 15°8′49″ v. d.  |
| Bezděz                      |            | Kategorie „Stations of the Cross on Bezděz“ na Wikimedia Commons                          | 595                                 |            | 1686       | Česká Lípa   | 50°32′19″ s. š., 14°43′7″ v. d.  |
| Bílý Kostel nad Nisou       |            | Kategorie „Stations of the Cross in Bílý Kostel nad Nisou“ na Wikimedia Commons           | 275                                 |            |            | Liberec      | 50°49′26″ s. š., 14°55′29″ v. d. |
| Cvikov                      |            | Kategorie „Stations of the Cross in Cvikov“ na Wikimedia Commons                          | 440                                 |            | 1730-1747  | Česká Lípa   | 50°47′19″ s. š., 14°38′40″ v. d. |
| Česká Lípa (†)              |            |                                                                                           | 301                                 |            | před 1900  | Česká Lípa   | 50°40′52″ s. š., 14°30′58″ v. d. |
| Dolní Oldřiš                |            |                                                                                           | 378                                 |            |            | Liberec      | 51°0′17″ s. š., 15°9′17″ v. d.   |
| Dubá (†)                    |            |                                                                                           | 275                                 |            | po 1723    | Česká Lípa   | 50°33′16″ s. š., 14°32′52″ v. d. |
| Frýdlant                    |            | Kategorie „Stations of the Cross in Frýdlant“ na Wikimedia Commons                        | 291                                 |            |            | Liberec      | 50°55′14″ s. š., 15°4′43″ v. d.  |
| Frýdlant (Křížový vrch)     |            | Kategorie „Stations of the Cross on Křížový vrch“ na Wikimedia Commons                    | 375                                 |            | po 1648    | Liberec      | 50°54′51″ s. š., 15°4′40″ v. d.  |
| Hodkovice nad Mohelkou      |            | Kategorie „Calvary in Hodkovice nad Mohelkou“ na Wikimedia Commons                        | 440                                 |            | 1818       | Liberec      | 50°39′39″ s. š., 15°5′10″ v. d.  |
| Horní Maxov (Slovanka)      |            | Kategorie „Křížová cesta Slovanka“ na Wikimedia Commons                                   | 820                                 |            | 1840       | Jablonec n/N | 50°46′19″ s. š., 15°11′44″ v. d. |
| Hrádek nad Nisou            |            | Kategorie „Stations of the Cross in Hrádek nad Nisou“ na Wikimedia Commons                | 260                                 |            | 1767-1768  | Liberec      | 50°51′15″ s. š., 14°50′39″ v. d. |
| Chlum                       |            | Kategorie „Stations of the Cross in Chlum“ na Wikimedia Commons                           | 680                                 |            | 1898       | Semily       | 50°30′40″ s. š., 15°22′7″ v. d.  |
| Janov nad Nisou             |            |                                                                                           | 715                                 |            | 1878       | Jablonec n/N | 50°46′35″ s. š., 15°9′5″ v. d.   |
| Janovice v Podještědí       |            | Kategorie „Janovické poustevny“ na Wikimedia Commons                                      | 350                                 |            | 1864, 2005 | Liberec      | 50°45′42″ s. š., 14°49′2″ v. d.  |
| Kamenický Šenov             |            | Kategorie „Stations of the Cross in Kamenický Šenov“ na Wikimedia Commons                 | 383                                 |            | 1865       | Česká Lípa   | 50°47′31″ s. š., 14°27′54″ v. d. |
| Korce (†)                   |            |                                                                                           | 465                                 |            | 1838       | Česká Lípa   | 50°32′8″ s. š., 14°36′24″ v. d.  |
| Kotelský vrch               |            | Kategorie „Stations of the Cross in Kotelský vrch“ na Wikimedia Commons                   | 495                                 |            | 1904, 2015 | Liberec      | 50°40′53″ s. š., 14°57′13″ v. d. |
| Liberec                     |            | Kategorie „Křížová cesta u kostela Nalezení svatého Kříže (Liberec)“ na Wikimedia Commons | 365                                 |            | 1760       | Liberec      | 50°46′17″ s. š., 15°3′11″ v. d.  |
| Mařenice                    |            | Kategorie „Stations of the cross in Mařenice“ na Wikimedia Commons                        | 400                                 |            | 1807       | Česká Lípa   | 50°48′28″ s. š., 14°40′47″ v. d. |
| Ruprechtice                 |            | Kategorie „Stations of the Cross in Ruprechtice“ na Wikimedia Commons                     | 473                                 |            | 1833       | Liberec      | 50°47′40″ s. š., 15°4′25″ v. d.  |
| Stromkovice (Horní Dušnice) |            | Kategorie „Stations of the Cross (Horní Dušnice)“ na Wikimedia Commons                    | 750                                 |            |            | Semily       | 50°41′38″ s. š., 15°30′2″ v. d.  |
| Vratislavice nad Nisou      |            | Kategorie „Stations of the Cross in Vratislavice nad Nisou“ na Wikimedia Commons          | 382                                 |            | 1779       | Liberec      | 50°44′34″ s. š., 15°5′32″ v. d.  |
| Vyskeř                      |            | Kategorie „Stations of the Cross in Vyskeř“ na Wikimedia Commons                          | 466                                 |            | 1825       | Semily       | 50°31′52″ s. š., 15°9′33″ v. d.  |
| Zákupy (†)                  |            |                                                                                           | 328                                 |            | po 1698    | Česká Lípa   | 50°41′13″ s. š., 14°39′51″ v. d. |